# Нефтяной эквивалент
То́нна нефтяно́го эквивале́нта (англ. Tonne of oil equivalent, toe) — стандартизированная ОЭСР и IAE единица измерения энергии (единицa условного топливa); как правило, используется для сравнения использования большого количества энергии из различных источников.
1 toe эквивалентна количеству энергии, выделяющейся при сжигании одной тонны сырой нефти, около 41,868 ГДж или 11,63 МВт·ч энергии.
Различные энергоносители могут быть переведены в тонны нефтяного эквивалента с использованием следующих коэффициентов пересчета:
- 1 т дизтоплива = 1,02 toe;
- 1 м3 дизтоплива = 0,98 toe;
- 1 т бензина моторного = 1,04 toe;
- 1 м3 бензина = 0,86 toe;
- 1 т биодизеля = 0,86 toe;
- 1 м3 биодизеля = 0,78 toe;
- 1 т биоэтанола = 0,64 toe;
- 1 м3 биоэтанола = 0,51 toe;
- 1 тыс. м3 природного газа = 0,812 toe;
- 1 тыс. м3 попутного нефтяного газа = 0,8225 toe;
- 1 т угля = 0,525 toe;
- 1 м3 дров (в плотном измерении) = 0,186 toe;
- 1 т топливного торфа = 0,203 toe;
- 1 т сжиженного углеводородного газа (пропан-бутановая смесь) = 1,1 toe;
- 1 т мазута топочного = 1,02 toe.
- 1 Гкал тепловой энергии = 0,1 toe;
- 1 тыс. кВт·ч тепловой энергии = 0,086 toe;
- На тепловой электростанции, 1 МВт·ч можно сгенерировать из 0.22 toe или 0.39 МВт·ч из 0.086 toe (39% эффективности)

Для перевода одной тонны нефтяного эквивалента в одну тонну угольного эквивалента применяют коэффициент 0,7.
Тонны нефтяного эквивалента следует использовать с осторожностью при пересчете электрических единиц. Например, в отчете British Petroleum за 2022 год при пересчете киловатт-часов в т.н.э. использовался коэффициент эффективности 40%  (средний КПД стандартной тепловой электростанции в 2017 году), или примерно 16,8 ГДж на т.н.э., при преобразовании киловатт-часов в т. н.э. Модель BP также основана на предположении, что к 2050 году эффективность линейно возрастет до 45%. 